# Marine Boy (videogioco)
Marine Boy (マリンボーイ?, Marin Bōi) è un videogioco d'azione per arcade pubblicato nel 1982 esclusivamente in Giappone. Venne sviluppato da Orca Corporation.

## Modalità di gioco
Marine Boy consta di un unico livello, ove nel quale il giocatore assume il ruolo di un sommozzatore che deve raggiungere il fondo del mare per incontrare una sirena. Per arrivarci dovrà evitare e/o non toccare i numerosi animali marini. Alcune come le meduse o i polipi rallentano di qualche secondo l'immersione, mentre altri come i piranha o gli squali attaccano per togliere una vita al giocatore. Tutti gli animali possono anche venire eliminati tramite il pugno retrattile a sua disposizione, in modo da guadagnare punti.
L'indicatore visualizzato sul lato destro dell'interfaccia segnala la quantità di ossigeno rimanente, terminata la quale il sommozzatore annega e una vita viene persa. Una volta raggiunta la sirena la quantità rimasta di ossigeno sarà moltiplicata per il numero di sirenette finora raccolte. Completato il livello, la sessione si ripete ma con difficoltà crescente.